# Enghave Plads (métro de Copenhague)
Enghave Plads est une station de la ligne 3 du métro de Copenhague située sur la commune de Copenhague.

## Situation
Enghave Plads est desservie par la ligne 3 du métro de Copenhague. Cette station souterraine se trouve entre København H et Frederiksberg Allé.

## Histoire
La station Enghave Plads a ouvert au public le 29 septembre 2019 à l'occasion de la mise en service de la ligne 3 du métro de Copenhague.

## À proximité
- Quartier de Vesterbro
- Quartier de Carlsberg Byen
- Vega : salle de concert